# Puente Moscú (Montenegro)
El Puente Moscú (en montenegrino: Московски мост) es un puente peatonal que cruza el río Moraca, en Podgorica, capital de Montenegro.
La estructura metálica del puente fue un regalo de la ciudad de Moscú a la población de Montenegro. Es 105 metros de largo, y su construcción costó alrededor de 2,2 millones de Euros. Fue inaugurado oficialmente el 19 de diciembre de 2008, por el presidente de Montenegro, Filip Vujanovic, el alcalde de Podgorica Miomir Mugoša y Alexey Alexandrov, director del Distrito Administrativo Central de Moscú.